# Эрсари
Эрсари (туркм. Ärsary) — крупная этнографическая группа в составе туркмен, в прошлом - одно из пяти основных племен Туркменистана. Живут в основном в Туркменистане, Афганистане и Пакистане.

## Численность
Общая численность племени эрсари составляет около 2,1 миллиона человек (1 миллион в Туркменистане, 1,5 миллиона в Афганистане, а также в Турции, Иране, Великобритании, Саудовской Аравии, ОАЭ, России и других странах, где может располагаться крупная туркменская диаспора). Эрсари подразделяются на четыре крупных подразделения, гара, бекевул, гюнеш и улудепе, а также несколько десятков родов.

## Происхождение

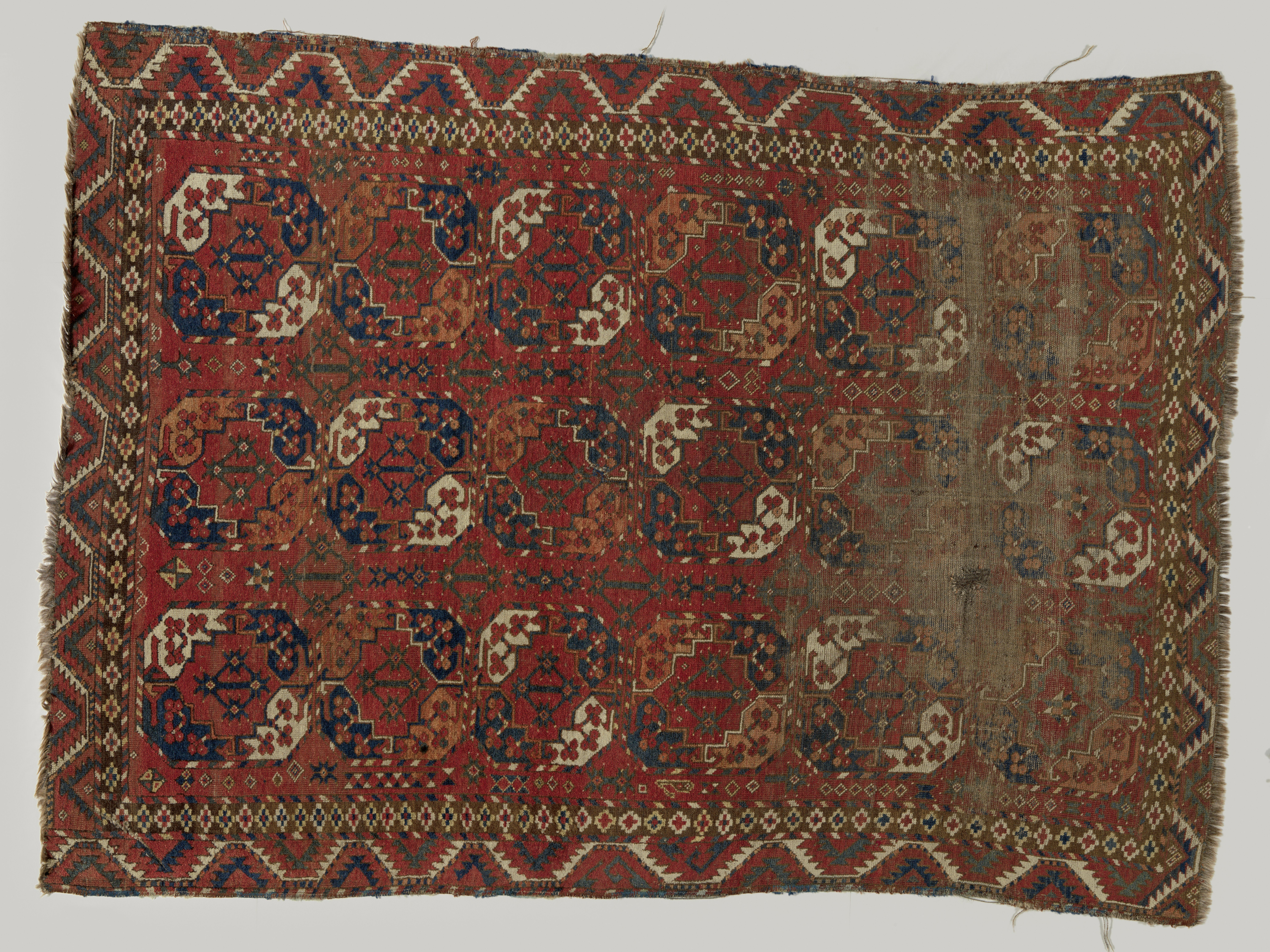
Ковёр племени эрсари, XIX век

Орнамент племени эрсари на флаге Туркменистана

Эрсари являются прямыми потомками огузов, считаются близкими родственниками туркменских племен салыр и йомуд. 
Эрсари, по-видимому, были основным компонентом туркменской племенной конфедерации Саин-хана, которая появилась в результате распада Золотой Орды, чтобы отличить их происхождение от племен, пришедших с территорий Хулагу (Иран) или Чагатай (Центральная Азия).
Согласно источникам, прислуживающие Саин-хану туркмены были представителями ички (внутренних) и дашкы (внешних) огузов. Абульгази-хан в своей книге «Шаджара-и таракима» («Генеалогическое древо туркмен»), написанной в 1659 году, не указывает значение термина «ташки». 

## Известные представители
- Эрсары-баба — легендарный вождь племени эрсари и всех туркмен, живший в XIII-XIV веках на Мангышлаке (Мангистауская область Казахстана) и Балканских горах (Балканский велаят Туркменистана), основатель туркменской конфедерации Саин-хана и, согласно некоторым источникам, основатель племени «эрсари»[4].